# Ісландська тема
Ісландська тема — тема в шаховій композиції в жанрі кооперативного мату. Суть теми — лінію контролюють дві лінійні чорні фігури, в рішенні проходить тактична комбінація, внаслідок якої послідовно ці фігури перекриваються чорними і проходять мати з використанням цього перекриття.

## Історія
Ідея запропонована шаховими композиторами з Ісландії.
Є стратегічна лінія, яка контролюється двома однаково ходячими лінійними фігурами, це може бути поєднання — ферзь + тура, тура + тура або ферзь + слон. В процесі гри чорні послідовно перекривають свої фігури, що й використовується білим для оголошення мату.
Ідея дістала назву від географічного проживання авторів задуму — ісландська тема.
|   | a | b | c | d | e | f | g | h |   |
| 8 | d8 чорний ферзь · g8 білий ферзь · h8 білий слон · f7 чорний пішак · c5 чорна тура · e5 чорний кінь · f5 чорний пішак · f4 чорний пішак · c3 чорний король · f3 чорний кінь · h3 біла тура · c2 чорний пішак · e2 чорний пішак · g2 білий король · d1 чорна тура | d8 чорний ферзь · g8 білий ферзь · h8 білий слон · f7 чорний пішак · c5 чорна тура · e5 чорний кінь · f5 чорний пішак · f4 чорний пішак · c3 чорний король · f3 чорний кінь · h3 біла тура · c2 чорний пішак · e2 чорний пішак · g2 білий король · d1 чорна тура | d8 чорний ферзь · g8 білий ферзь · h8 білий слон · f7 чорний пішак · c5 чорна тура · e5 чорний кінь · f5 чорний пішак · f4 чорний пішак · c3 чорний король · f3 чорний кінь · h3 біла тура · c2 чорний пішак · e2 чорний пішак · g2 білий король · d1 чорна тура | d8 чорний ферзь · g8 білий ферзь · h8 білий слон · f7 чорний пішак · c5 чорна тура · e5 чорний кінь · f5 чорний пішак · f4 чорний пішак · c3 чорний король · f3 чорний кінь · h3 біла тура · c2 чорний пішак · e2 чорний пішак · g2 білий король · d1 чорна тура | d8 чорний ферзь · g8 білий ферзь · h8 білий слон · f7 чорний пішак · c5 чорна тура · e5 чорний кінь · f5 чорний пішак · f4 чорний пішак · c3 чорний король · f3 чорний кінь · h3 біла тура · c2 чорний пішак · e2 чорний пішак · g2 білий король · d1 чорна тура | d8 чорний ферзь · g8 білий ферзь · h8 білий слон · f7 чорний пішак · c5 чорна тура · e5 чорний кінь · f5 чорний пішак · f4 чорний пішак · c3 чорний король · f3 чорний кінь · h3 біла тура · c2 чорний пішак · e2 чорний пішак · g2 білий король · d1 чорна тура | d8 чорний ферзь · g8 білий ферзь · h8 білий слон · f7 чорний пішак · c5 чорна тура · e5 чорний кінь · f5 чорний пішак · f4 чорний пішак · c3 чорний король · f3 чорний кінь · h3 біла тура · c2 чорний пішак · e2 чорний пішак · g2 білий король · d1 чорна тура | d8 чорний ферзь · g8 білий ферзь · h8 білий слон · f7 чорний пішак · c5 чорна тура · e5 чорний кінь · f5 чорний пішак · f4 чорний пішак · c3 чорний король · f3 чорний кінь · h3 біла тура · c2 чорний пішак · e2 чорний пішак · g2 білий король · d1 чорна тура | 8 |
| 7 | d8 чорний ферзь · g8 білий ферзь · h8 білий слон · f7 чорний пішак · c5 чорна тура · e5 чорний кінь · f5 чорний пішак · f4 чорний пішак · c3 чорний король · f3 чорний кінь · h3 біла тура · c2 чорний пішак · e2 чорний пішак · g2 білий король · d1 чорна тура | d8 чорний ферзь · g8 білий ферзь · h8 білий слон · f7 чорний пішак · c5 чорна тура · e5 чорний кінь · f5 чорний пішак · f4 чорний пішак · c3 чорний король · f3 чорний кінь · h3 біла тура · c2 чорний пішак · e2 чорний пішак · g2 білий король · d1 чорна тура | d8 чорний ферзь · g8 білий ферзь · h8 білий слон · f7 чорний пішак · c5 чорна тура · e5 чорний кінь · f5 чорний пішак · f4 чорний пішак · c3 чорний король · f3 чорний кінь · h3 біла тура · c2 чорний пішак · e2 чорний пішак · g2 білий король · d1 чорна тура | d8 чорний ферзь · g8 білий ферзь · h8 білий слон · f7 чорний пішак · c5 чорна тура · e5 чорний кінь · f5 чорний пішак · f4 чорний пішак · c3 чорний король · f3 чорний кінь · h3 біла тура · c2 чорний пішак · e2 чорний пішак · g2 білий король · d1 чорна тура | d8 чорний ферзь · g8 білий ферзь · h8 білий слон · f7 чорний пішак · c5 чорна тура · e5 чорний кінь · f5 чорний пішак · f4 чорний пішак · c3 чорний король · f3 чорний кінь · h3 біла тура · c2 чорний пішак · e2 чорний пішак · g2 білий король · d1 чорна тура | d8 чорний ферзь · g8 білий ферзь · h8 білий слон · f7 чорний пішак · c5 чорна тура · e5 чорний кінь · f5 чорний пішак · f4 чорний пішак · c3 чорний король · f3 чорний кінь · h3 біла тура · c2 чорний пішак · e2 чорний пішак · g2 білий король · d1 чорна тура | d8 чорний ферзь · g8 білий ферзь · h8 білий слон · f7 чорний пішак · c5 чорна тура · e5 чорний кінь · f5 чорний пішак · f4 чорний пішак · c3 чорний король · f3 чорний кінь · h3 біла тура · c2 чорний пішак · e2 чорний пішак · g2 білий король · d1 чорна тура | d8 чорний ферзь · g8 білий ферзь · h8 білий слон · f7 чорний пішак · c5 чорна тура · e5 чорний кінь · f5 чорний пішак · f4 чорний пішак · c3 чорний король · f3 чорний кінь · h3 біла тура · c2 чорний пішак · e2 чорний пішак · g2 білий король · d1 чорна тура | 7 |
| 6 | d8 чорний ферзь · g8 білий ферзь · h8 білий слон · f7 чорний пішак · c5 чорна тура · e5 чорний кінь · f5 чорний пішак · f4 чорний пішак · c3 чорний король · f3 чорний кінь · h3 біла тура · c2 чорний пішак · e2 чорний пішак · g2 білий король · d1 чорна тура | d8 чорний ферзь · g8 білий ферзь · h8 білий слон · f7 чорний пішак · c5 чорна тура · e5 чорний кінь · f5 чорний пішак · f4 чорний пішак · c3 чорний король · f3 чорний кінь · h3 біла тура · c2 чорний пішак · e2 чорний пішак · g2 білий король · d1 чорна тура | d8 чорний ферзь · g8 білий ферзь · h8 білий слон · f7 чорний пішак · c5 чорна тура · e5 чорний кінь · f5 чорний пішак · f4 чорний пішак · c3 чорний король · f3 чорний кінь · h3 біла тура · c2 чорний пішак · e2 чорний пішак · g2 білий король · d1 чорна тура | d8 чорний ферзь · g8 білий ферзь · h8 білий слон · f7 чорний пішак · c5 чорна тура · e5 чорний кінь · f5 чорний пішак · f4 чорний пішак · c3 чорний король · f3 чорний кінь · h3 біла тура · c2 чорний пішак · e2 чорний пішак · g2 білий король · d1 чорна тура | d8 чорний ферзь · g8 білий ферзь · h8 білий слон · f7 чорний пішак · c5 чорна тура · e5 чорний кінь · f5 чорний пішак · f4 чорний пішак · c3 чорний король · f3 чорний кінь · h3 біла тура · c2 чорний пішак · e2 чорний пішак · g2 білий король · d1 чорна тура | d8 чорний ферзь · g8 білий ферзь · h8 білий слон · f7 чорний пішак · c5 чорна тура · e5 чорний кінь · f5 чорний пішак · f4 чорний пішак · c3 чорний король · f3 чорний кінь · h3 біла тура · c2 чорний пішак · e2 чорний пішак · g2 білий король · d1 чорна тура | d8 чорний ферзь · g8 білий ферзь · h8 білий слон · f7 чорний пішак · c5 чорна тура · e5 чорний кінь · f5 чорний пішак · f4 чорний пішак · c3 чорний король · f3 чорний кінь · h3 біла тура · c2 чорний пішак · e2 чорний пішак · g2 білий король · d1 чорна тура | d8 чорний ферзь · g8 білий ферзь · h8 білий слон · f7 чорний пішак · c5 чорна тура · e5 чорний кінь · f5 чорний пішак · f4 чорний пішак · c3 чорний король · f3 чорний кінь · h3 біла тура · c2 чорний пішак · e2 чорний пішак · g2 білий король · d1 чорна тура | 6 |
| 5 | d8 чорний ферзь · g8 білий ферзь · h8 білий слон · f7 чорний пішак · c5 чорна тура · e5 чорний кінь · f5 чорний пішак · f4 чорний пішак · c3 чорний король · f3 чорний кінь · h3 біла тура · c2 чорний пішак · e2 чорний пішак · g2 білий король · d1 чорна тура | d8 чорний ферзь · g8 білий ферзь · h8 білий слон · f7 чорний пішак · c5 чорна тура · e5 чорний кінь · f5 чорний пішак · f4 чорний пішак · c3 чорний король · f3 чорний кінь · h3 біла тура · c2 чорний пішак · e2 чорний пішак · g2 білий король · d1 чорна тура | d8 чорний ферзь · g8 білий ферзь · h8 білий слон · f7 чорний пішак · c5 чорна тура · e5 чорний кінь · f5 чорний пішак · f4 чорний пішак · c3 чорний король · f3 чорний кінь · h3 біла тура · c2 чорний пішак · e2 чорний пішак · g2 білий король · d1 чорна тура | d8 чорний ферзь · g8 білий ферзь · h8 білий слон · f7 чорний пішак · c5 чорна тура · e5 чорний кінь · f5 чорний пішак · f4 чорний пішак · c3 чорний король · f3 чорний кінь · h3 біла тура · c2 чорний пішак · e2 чорний пішак · g2 білий король · d1 чорна тура | d8 чорний ферзь · g8 білий ферзь · h8 білий слон · f7 чорний пішак · c5 чорна тура · e5 чорний кінь · f5 чорний пішак · f4 чорний пішак · c3 чорний король · f3 чорний кінь · h3 біла тура · c2 чорний пішак · e2 чорний пішак · g2 білий король · d1 чорна тура | d8 чорний ферзь · g8 білий ферзь · h8 білий слон · f7 чорний пішак · c5 чорна тура · e5 чорний кінь · f5 чорний пішак · f4 чорний пішак · c3 чорний король · f3 чорний кінь · h3 біла тура · c2 чорний пішак · e2 чорний пішак · g2 білий король · d1 чорна тура | d8 чорний ферзь · g8 білий ферзь · h8 білий слон · f7 чорний пішак · c5 чорна тура · e5 чорний кінь · f5 чорний пішак · f4 чорний пішак · c3 чорний король · f3 чорний кінь · h3 біла тура · c2 чорний пішак · e2 чорний пішак · g2 білий король · d1 чорна тура | d8 чорний ферзь · g8 білий ферзь · h8 білий слон · f7 чорний пішак · c5 чорна тура · e5 чорний кінь · f5 чорний пішак · f4 чорний пішак · c3 чорний король · f3 чорний кінь · h3 біла тура · c2 чорний пішак · e2 чорний пішак · g2 білий король · d1 чорна тура | 5 |
| 4 | d8 чорний ферзь · g8 білий ферзь · h8 білий слон · f7 чорний пішак · c5 чорна тура · e5 чорний кінь · f5 чорний пішак · f4 чорний пішак · c3 чорний король · f3 чорний кінь · h3 біла тура · c2 чорний пішак · e2 чорний пішак · g2 білий король · d1 чорна тура | d8 чорний ферзь · g8 білий ферзь · h8 білий слон · f7 чорний пішак · c5 чорна тура · e5 чорний кінь · f5 чорний пішак · f4 чорний пішак · c3 чорний король · f3 чорний кінь · h3 біла тура · c2 чорний пішак · e2 чорний пішак · g2 білий король · d1 чорна тура | d8 чорний ферзь · g8 білий ферзь · h8 білий слон · f7 чорний пішак · c5 чорна тура · e5 чорний кінь · f5 чорний пішак · f4 чорний пішак · c3 чорний король · f3 чорний кінь · h3 біла тура · c2 чорний пішак · e2 чорний пішак · g2 білий король · d1 чорна тура | d8 чорний ферзь · g8 білий ферзь · h8 білий слон · f7 чорний пішак · c5 чорна тура · e5 чорний кінь · f5 чорний пішак · f4 чорний пішак · c3 чорний король · f3 чорний кінь · h3 біла тура · c2 чорний пішак · e2 чорний пішак · g2 білий король · d1 чорна тура | d8 чорний ферзь · g8 білий ферзь · h8 білий слон · f7 чорний пішак · c5 чорна тура · e5 чорний кінь · f5 чорний пішак · f4 чорний пішак · c3 чорний король · f3 чорний кінь · h3 біла тура · c2 чорний пішак · e2 чорний пішак · g2 білий король · d1 чорна тура | d8 чорний ферзь · g8 білий ферзь · h8 білий слон · f7 чорний пішак · c5 чорна тура · e5 чорний кінь · f5 чорний пішак · f4 чорний пішак · c3 чорний король · f3 чорний кінь · h3 біла тура · c2 чорний пішак · e2 чорний пішак · g2 білий король · d1 чорна тура | d8 чорний ферзь · g8 білий ферзь · h8 білий слон · f7 чорний пішак · c5 чорна тура · e5 чорний кінь · f5 чорний пішак · f4 чорний пішак · c3 чорний король · f3 чорний кінь · h3 біла тура · c2 чорний пішак · e2 чорний пішак · g2 білий король · d1 чорна тура | d8 чорний ферзь · g8 білий ферзь · h8 білий слон · f7 чорний пішак · c5 чорна тура · e5 чорний кінь · f5 чорний пішак · f4 чорний пішак · c3 чорний король · f3 чорний кінь · h3 біла тура · c2 чорний пішак · e2 чорний пішак · g2 білий король · d1 чорна тура | 4 |
| 3 | d8 чорний ферзь · g8 білий ферзь · h8 білий слон · f7 чорний пішак · c5 чорна тура · e5 чорний кінь · f5 чорний пішак · f4 чорний пішак · c3 чорний король · f3 чорний кінь · h3 біла тура · c2 чорний пішак · e2 чорний пішак · g2 білий король · d1 чорна тура | d8 чорний ферзь · g8 білий ферзь · h8 білий слон · f7 чорний пішак · c5 чорна тура · e5 чорний кінь · f5 чорний пішак · f4 чорний пішак · c3 чорний король · f3 чорний кінь · h3 біла тура · c2 чорний пішак · e2 чорний пішак · g2 білий король · d1 чорна тура | d8 чорний ферзь · g8 білий ферзь · h8 білий слон · f7 чорний пішак · c5 чорна тура · e5 чорний кінь · f5 чорний пішак · f4 чорний пішак · c3 чорний король · f3 чорний кінь · h3 біла тура · c2 чорний пішак · e2 чорний пішак · g2 білий король · d1 чорна тура | d8 чорний ферзь · g8 білий ферзь · h8 білий слон · f7 чорний пішак · c5 чорна тура · e5 чорний кінь · f5 чорний пішак · f4 чорний пішак · c3 чорний король · f3 чорний кінь · h3 біла тура · c2 чорний пішак · e2 чорний пішак · g2 білий король · d1 чорна тура | d8 чорний ферзь · g8 білий ферзь · h8 білий слон · f7 чорний пішак · c5 чорна тура · e5 чорний кінь · f5 чорний пішак · f4 чорний пішак · c3 чорний король · f3 чорний кінь · h3 біла тура · c2 чорний пішак · e2 чорний пішак · g2 білий король · d1 чорна тура | d8 чорний ферзь · g8 білий ферзь · h8 білий слон · f7 чорний пішак · c5 чорна тура · e5 чорний кінь · f5 чорний пішак · f4 чорний пішак · c3 чорний король · f3 чорний кінь · h3 біла тура · c2 чорний пішак · e2 чорний пішак · g2 білий король · d1 чорна тура | d8 чорний ферзь · g8 білий ферзь · h8 білий слон · f7 чорний пішак · c5 чорна тура · e5 чорний кінь · f5 чорний пішак · f4 чорний пішак · c3 чорний король · f3 чорний кінь · h3 біла тура · c2 чорний пішак · e2 чорний пішак · g2 білий король · d1 чорна тура | d8 чорний ферзь · g8 білий ферзь · h8 білий слон · f7 чорний пішак · c5 чорна тура · e5 чорний кінь · f5 чорний пішак · f4 чорний пішак · c3 чорний король · f3 чорний кінь · h3 біла тура · c2 чорний пішак · e2 чорний пішак · g2 білий король · d1 чорна тура | 3 |
| 2 | d8 чорний ферзь · g8 білий ферзь · h8 білий слон · f7 чорний пішак · c5 чорна тура · e5 чорний кінь · f5 чорний пішак · f4 чорний пішак · c3 чорний король · f3 чорний кінь · h3 біла тура · c2 чорний пішак · e2 чорний пішак · g2 білий король · d1 чорна тура | d8 чорний ферзь · g8 білий ферзь · h8 білий слон · f7 чорний пішак · c5 чорна тура · e5 чорний кінь · f5 чорний пішак · f4 чорний пішак · c3 чорний король · f3 чорний кінь · h3 біла тура · c2 чорний пішак · e2 чорний пішак · g2 білий король · d1 чорна тура | d8 чорний ферзь · g8 білий ферзь · h8 білий слон · f7 чорний пішак · c5 чорна тура · e5 чорний кінь · f5 чорний пішак · f4 чорний пішак · c3 чорний король · f3 чорний кінь · h3 біла тура · c2 чорний пішак · e2 чорний пішак · g2 білий король · d1 чорна тура | d8 чорний ферзь · g8 білий ферзь · h8 білий слон · f7 чорний пішак · c5 чорна тура · e5 чорний кінь · f5 чорний пішак · f4 чорний пішак · c3 чорний король · f3 чорний кінь · h3 біла тура · c2 чорний пішак · e2 чорний пішак · g2 білий король · d1 чорна тура | d8 чорний ферзь · g8 білий ферзь · h8 білий слон · f7 чорний пішак · c5 чорна тура · e5 чорний кінь · f5 чорний пішак · f4 чорний пішак · c3 чорний король · f3 чорний кінь · h3 біла тура · c2 чорний пішак · e2 чорний пішак · g2 білий король · d1 чорна тура | d8 чорний ферзь · g8 білий ферзь · h8 білий слон · f7 чорний пішак · c5 чорна тура · e5 чорний кінь · f5 чорний пішак · f4 чорний пішак · c3 чорний король · f3 чорний кінь · h3 біла тура · c2 чорний пішак · e2 чорний пішак · g2 білий король · d1 чорна тура | d8 чорний ферзь · g8 білий ферзь · h8 білий слон · f7 чорний пішак · c5 чорна тура · e5 чорний кінь · f5 чорний пішак · f4 чорний пішак · c3 чорний король · f3 чорний кінь · h3 біла тура · c2 чорний пішак · e2 чорний пішак · g2 білий король · d1 чорна тура | d8 чорний ферзь · g8 білий ферзь · h8 білий слон · f7 чорний пішак · c5 чорна тура · e5 чорний кінь · f5 чорний пішак · f4 чорний пішак · c3 чорний король · f3 чорний кінь · h3 біла тура · c2 чорний пішак · e2 чорний пішак · g2 білий король · d1 чорна тура | 2 |
| 1 | d8 чорний ферзь · g8 білий ферзь · h8 білий слон · f7 чорний пішак · c5 чорна тура · e5 чорний кінь · f5 чорний пішак · f4 чорний пішак · c3 чорний король · f3 чорний кінь · h3 біла тура · c2 чорний пішак · e2 чорний пішак · g2 білий король · d1 чорна тура | d8 чорний ферзь · g8 білий ферзь · h8 білий слон · f7 чорний пішак · c5 чорна тура · e5 чорний кінь · f5 чорний пішак · f4 чорний пішак · c3 чорний король · f3 чорний кінь · h3 біла тура · c2 чорний пішак · e2 чорний пішак · g2 білий король · d1 чорна тура | d8 чорний ферзь · g8 білий ферзь · h8 білий слон · f7 чорний пішак · c5 чорна тура · e5 чорний кінь · f5 чорний пішак · f4 чорний пішак · c3 чорний король · f3 чорний кінь · h3 біла тура · c2 чорний пішак · e2 чорний пішак · g2 білий король · d1 чорна тура | d8 чорний ферзь · g8 білий ферзь · h8 білий слон · f7 чорний пішак · c5 чорна тура · e5 чорний кінь · f5 чорний пішак · f4 чорний пішак · c3 чорний король · f3 чорний кінь · h3 біла тура · c2 чорний пішак · e2 чорний пішак · g2 білий король · d1 чорна тура | d8 чорний ферзь · g8 білий ферзь · h8 білий слон · f7 чорний пішак · c5 чорна тура · e5 чорний кінь · f5 чорний пішак · f4 чорний пішак · c3 чорний король · f3 чорний кінь · h3 біла тура · c2 чорний пішак · e2 чорний пішак · g2 білий король · d1 чорна тура | d8 чорний ферзь · g8 білий ферзь · h8 білий слон · f7 чорний пішак · c5 чорна тура · e5 чорний кінь · f5 чорний пішак · f4 чорний пішак · c3 чорний король · f3 чорний кінь · h3 біла тура · c2 чорний пішак · e2 чорний пішак · g2 білий король · d1 чорна тура | d8 чорний ферзь · g8 білий ферзь · h8 білий слон · f7 чорний пішак · c5 чорна тура · e5 чорний кінь · f5 чорний пішак · f4 чорний пішак · c3 чорний король · f3 чорний кінь · h3 біла тура · c2 чорний пішак · e2 чорний пішак · g2 білий король · d1 чорна тура | d8 чорний ферзь · g8 білий ферзь · h8 білий слон · f7 чорний пішак · c5 чорна тура · e5 чорний кінь · f5 чорний пішак · f4 чорний пішак · c3 чорний король · f3 чорний кінь · h3 біла тура · c2 чорний пішак · e2 чорний пішак · g2 білий король · d1 чорна тура | 1 |
|   | a | b | c | d | e | f | g | h |   |

FEN: 3q2QB/5p2/8/2r1np2/5p2/2k2n1R/2p1p1K1/3r4
2 Sol

1.Kd3 Qg7 2.Sd7 Qd4# (MM)

1.Kd4 Qg3 2.Sd2 Qd3#
Лінію «d» контролюють чорні фігури — ферзь і тура. В процесі рішення в кожній фазі одну фігуру перекриває чорний король, а другу — чорний кінь. Додатково у кожній фазі виражено подвійний клапан (bS-wQ-bQ) і (bS-wR-bR).